# Veliki Cvjetnić
Veliki Cvjetnić es un pueblo ubicado en el municipio de Bihać, en el cantón de Una-Sana, Bosnia y Herzegovina.

## Superficie
Posee una superficie de 20,49 kilómetros cuadrados.

## Demografía
Hasta 2013 la población era de 40 habitantes, con una densidad de población de 2,0 habitantes por kilómetro cuadrado.